# Kikuchi Yōsai

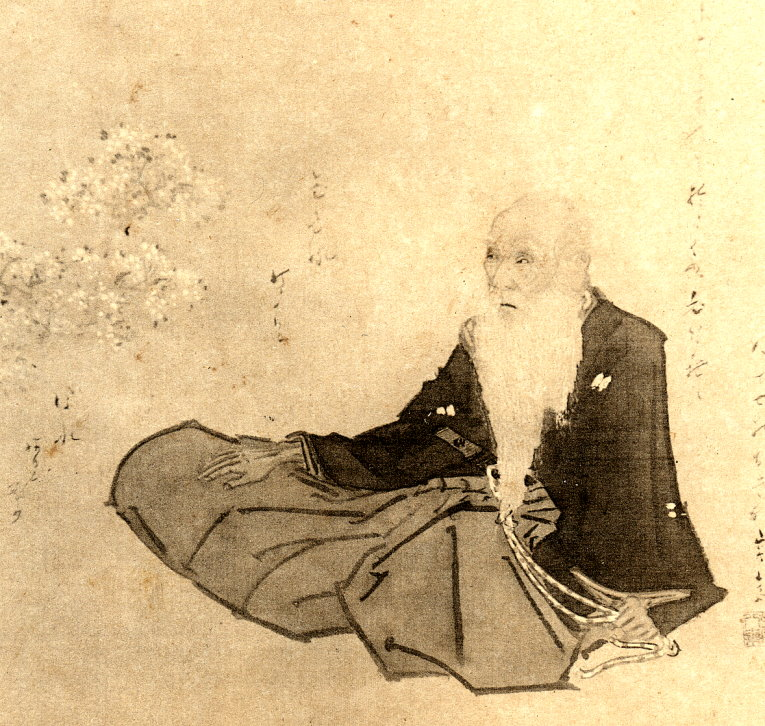
Kikuchi Yōsai, Selbstporträt im Alter von 77 Jahren.

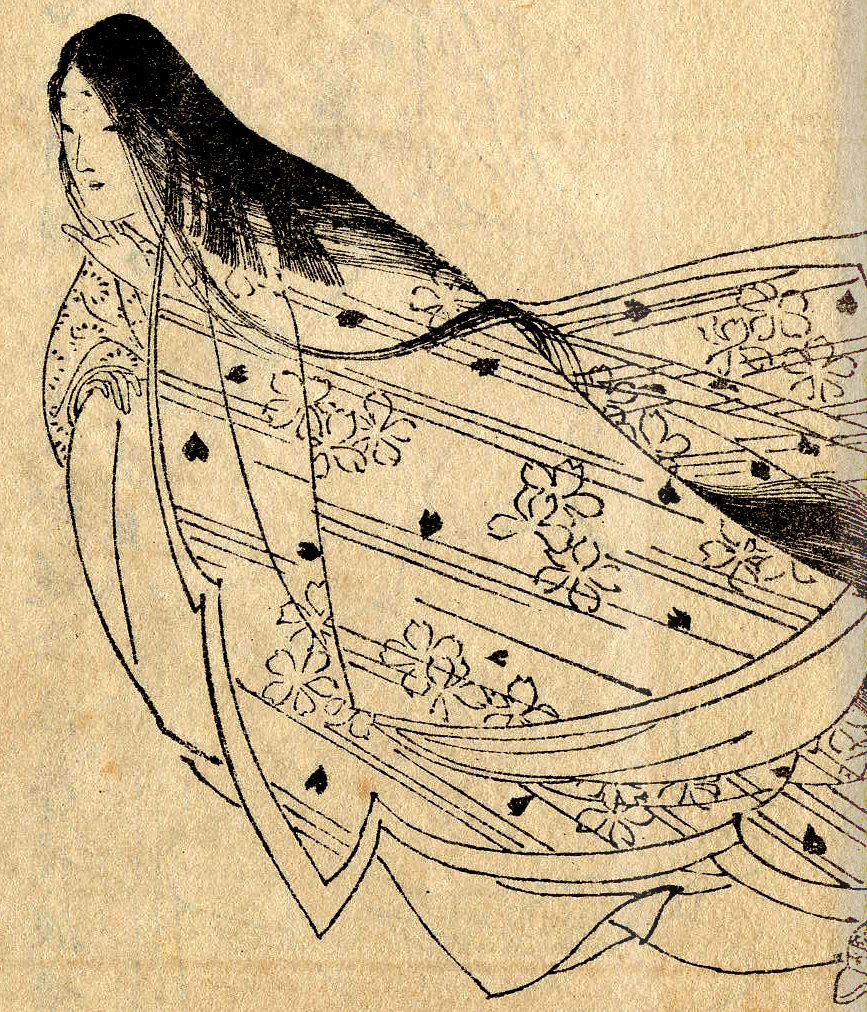
Ono no Komachi

Kikuchi Yōsai (jap. 菊池 容斎; * 28. November 1781 als Kawahara Ryōhei 河原 量平; † 16. Juni 1878), auch als Kikuchi Takeyasu (菊池 武保) bekannt, war ein japanischer Maler, der für seine monochromen Porträts historischer Persönlichkeiten bekannt ist.
Er war der Sohn eines Samurai namens Kawahara (河原) aus Edo und wurde von der Kikuchi-Familie adoptiert, die schon seit langer Zeit Anhänger des Tokugawa-Klans waren. Als 18-Jähriger wurde Kikuchi Yōsai Schüler des Malers Takata Enjō. Nach einem Studium an den Schulen Kanō, Shijō und Maruyama (wahrscheinlich unter Ozui, einem Sohn des Maruyama Ōkyo) entwickelte er seinen charakteristischen Stil, der mit dem des Tani Bunchō verglichen wird.
Sein beeindruckendstes Werk der monochromen Porträts ist das Zenken Kojitsu (前賢故実), eine Sammlung von Heldenporträts der japanischen Geschichte. Die mehr als 500 Tusche-Porträts basieren auf historischen und sogar archäologischen Untersuchungen des Künstlers, wurden 1836 fertiggestellt und erschienen 1868 in gedruckter Form in zehn Bänden.
Unter seinen besten Bildern ist der „Nachtangriff am Horikawa“ (堀川夜討ち, Horikawa youchi) zu nennen. Das gerahmte Bild befindet sich im Besitz des Sensō-ji in Tōkyō. – Bestattet wurde Yōsai auf dem Friedhof Yanaka.